# 斯特凡诺·滕佩斯蒂
斯特凡诺·滕佩斯蒂（義大利語：Stefano Tempesti，1979年6月9日—），意大利水球运动员。他曾代表意大利参加2000年、2004年、2008年、2012年和2016年夏季奥林匹克运动会水球比赛。